# Gabriela Grillo
Gabriela Grillo (Duisburg, 19 augustus 1952 – Mülheim an der Ruhr, 25 februari 2024) was een Duitse amazone, die gespecialiseerd was in dressuur. 
Grillo nam deel aan de Olympische Zomerspelen 1976 en won daar de gouden medaille in de landenwedstrijd en behaalde de vierde plaats individueel. Grillo werd tevens met de West-Duitse ploeg tweemaal wereldkampioen in de landenwedstrijd dressuur.
Grillo overleed op 25 februari 2024 op 71-jarige leeftijd.

## Resultaten
- Olympische Zomerspelen 1976 in Montreal  landenwedstrijd dressuur met Ultimo
- Olympische Zomerspelen 1976 in Montreal 4e individueel dressuur met Ultimo
- Wereldkampioenschappen 1978 in Goodwood House  landenwedstrijd dressuur met ???
- Wereldkampioenschappen 1982 in Lausanne  landenwedstrijd dressuur met ???

1928: von Langen, Linkenbach, Lotzbeck ·
1932: Lesage, Marion, Jousseaume ·
1936: Pollay, Gerhard, Oppeln-Bronikowski ·
1948: Jousseaume, Saint-Fort Paillard, Buret ·
1952: Saint Cyr, Boltenstern, Persson ·
1956: Saint Cyr, Boltenstern, Persson ·
1964: Boldt, Klimke, Neckermann ·
1968: Neckermann, Klimke, Linsenhoff ·
1972: Petoesjkova, Kizimov, Kalita ·
1976: Boldt, Klimke, Grillo ·
1980: Kovsjov, Oegrjoemov, Misevitsj ·
1984: Klimke, Sauer, Krug ·
1988: Klimke, Linsenhoff, Theodorescu, Uphoff ·
1992: Balkenhol, Uphoff, Theodorescu, Werth ·
1996: Balkenhol, Schaudt, Theodorescu, Werth ·
2000: Werth, Capellmann, Salzgeber, Simons-de Ridder ·
2004: Kemmer, Schmidt, Schaudt, Salzgeber ·
2008: Kemmer, Capellmann, Werth ·
2012: Hester, Bechtolsheimer, Dujardin ·
2016: Rothenberger, Schneider, Bröring-Sprehe, Werth ·
2020: von Bredow-Werndl, Schneider, Werth ·
2024: Wandres, von Bredow-Werndl, Werth
- Gemeinsame Normdatei: 189543574
- Virtual International Authority File: 22698814
- WorldCat: E39PBJjXmq4Fmvmjxd4pqm7WDq